# Provincia Petorca
Petorca (Provincia de Petorca) este o provincie din regiunea Valparaíso, Chile, cu o populație de 72.286 locuitori (2012) și o suprafață de 4588,9 km2.